# Agonopterix umbellana
Agonopterix umbellana là một loài bướm đêm thuộc họ Oecophoridae. Nó là loài bản địa của miền tây châu Âu, nhưng sau đó di thực đến Hawaii năm 1988 và New Zealand năm 1990 theo loài thực vật Ulex europaeus.
Sải cánh dài khoảng 21 mm. Con trưởng thành bay từ tháng 8 đến tháng 4.
Ấu trùng ăn các loài Ulex và Genista within silken tubes.

## Hình ảnh

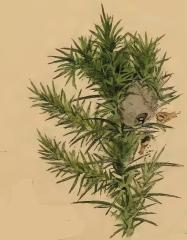
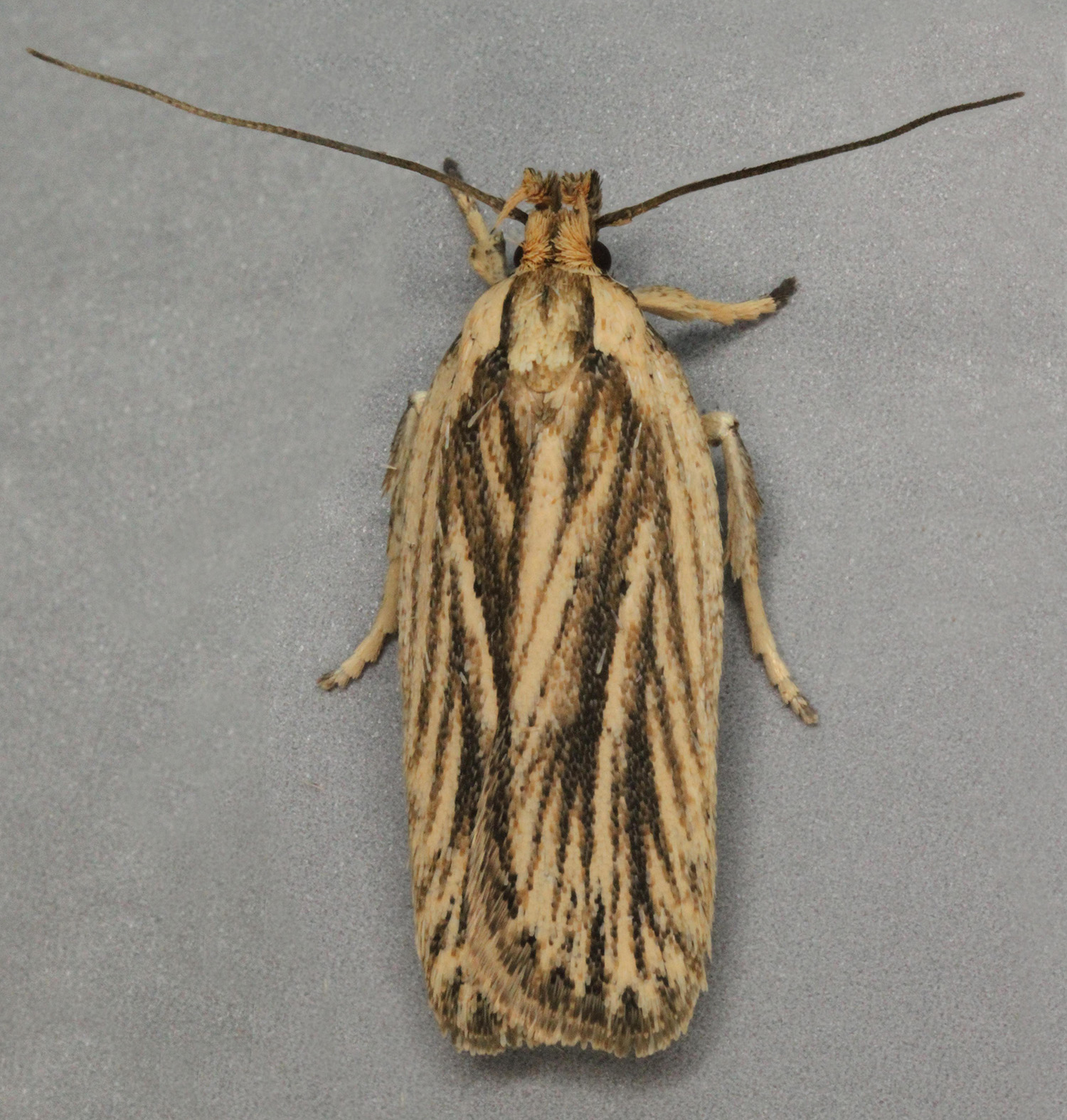
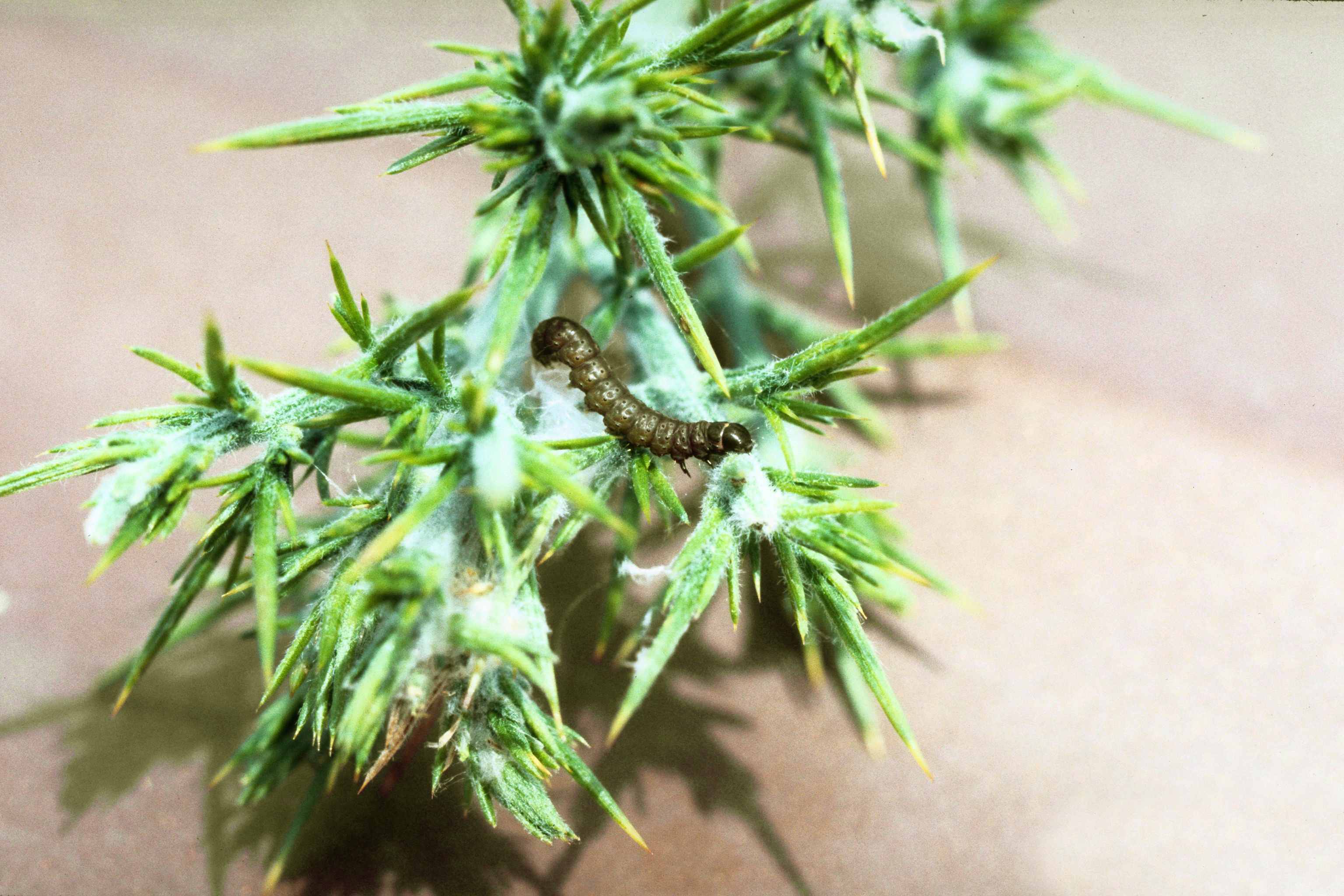
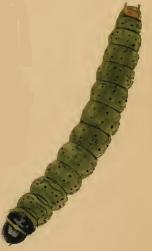
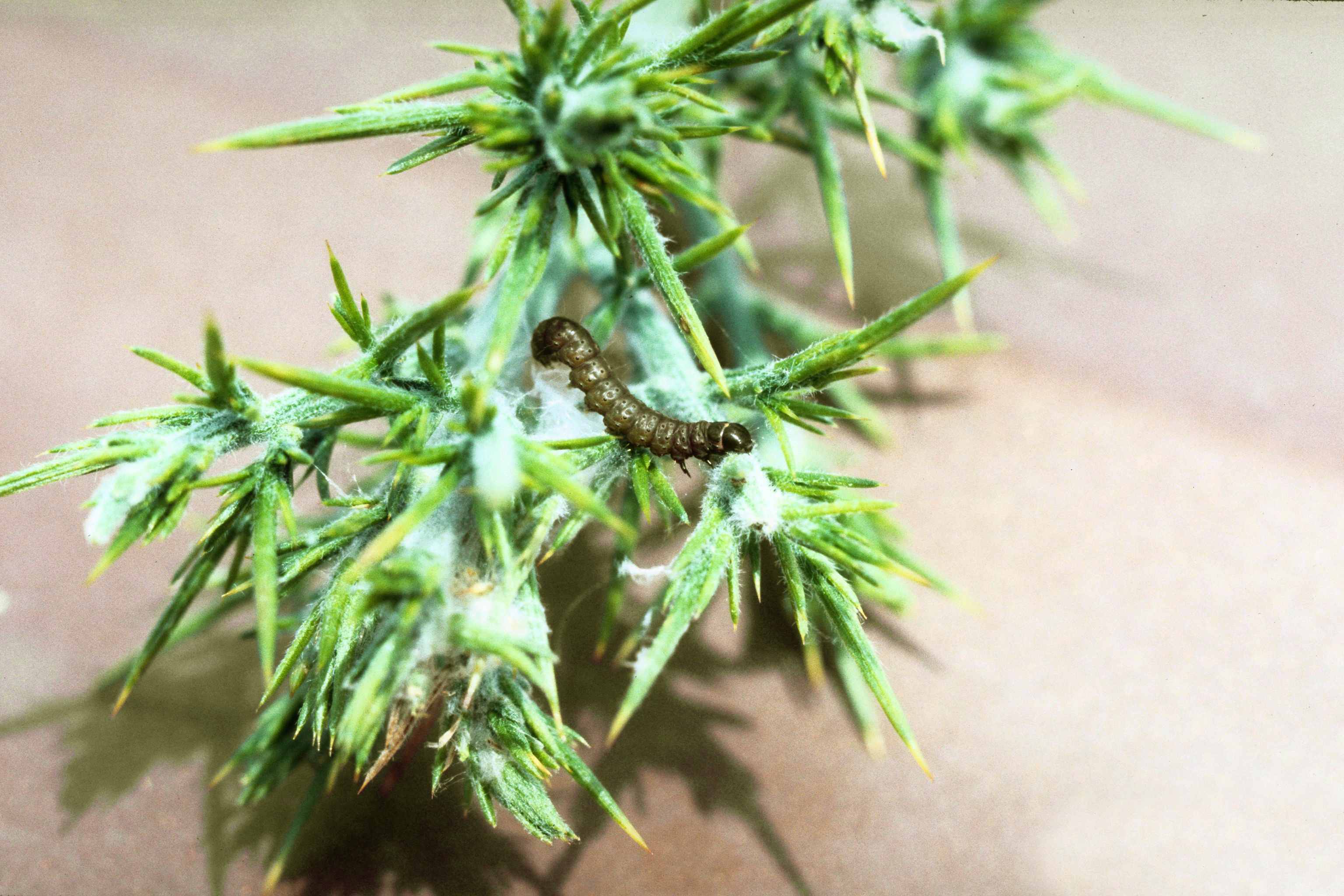